# Conflito de Ituri
O conflito de Ituri é um conflito entre grupos étnicos, envolvendo os agricultores Lendu e os pastores Hema, na região de Ituri, nordeste da República Democrática do Congo (RDC). Embora os dois grupos combatessem desde pelo menos a partir de 1972, o conflito em si durou de 1999 a 2003.  Um conflito armado de baixo nível continua nos dias atuais. 
O conflito foi dificultado pela presença de vários grupos armados (muitos dos quais haviam participado da Segunda Guerra do Congo), pela grande quantidade de armas de pequeno porte na região, pela disputa por áreas de abundantes recursos naturais e pelas tensões étnicas existentes em toda a região. A etnia lendu foi amplamente representada pela Frente Nacionalista e Integracionista (FNI), enquanto a União dos Patriotas Congoleses (UPC) afirmou estar a lutar pelos hemas.
O conflito é extremamente violento e foi acompanhado por massacres em grande escala perpetrados por membros de ambas as facções étnicas.  Em 2006, a BBC informou que mais de 60.000 pessoas morreram em Ituri desde 1998.  Centenas de milhares de pessoas foram forçadas a deixar suas casas, tornando-se refugiados.
Em junho de 2003, a União Europeia iniciou a Operação Artemis, enviando uma força de paz liderada pelos franceses a Ituri. A força da UE conseguiu assumir o controle da capital regional de Bunia. Apesar disso, no entanto, os combates e os massacres continuaram no campo.  Em dezembro de 2003, a UPC apoiada pelos hemas se dividiu e os combates diminuíram significativamente. 